# 费尔南德斯村
费尔南德斯村是葡萄牙贝雅区的一个堂区。总面积20.48平方公里，总人口619人，人口密度30.2人/平方公里。